# Fàbrica de Ca l'Herrando
La Fàbrica de Ca l'Herrando és un edifici del municipi de Sant Pere de Riudebitlles (Alt Penedès) que forma part de l'Inventari del Patrimoni Arquitectònic de Catalunya.

## Descripció
La fàbrica de Ca l'Herrando és un edifici industrial situat al peu de la carretera que va des de Sant Sadurní a enllaçar amb la d'Igualada a Vilafranca. Després de moltes reformes, el seu interès rau especialment en les façanes que donen a la carretera. És interessant el coronament de les naus amb formes arrodonides i esglaonades, així com la utilització del maó vist i l'aparell de pedra.
La fàbrica s'ha construït durant el present segle.